# واتارو إندو
واتارو إندو (باليابانية: 遠藤 航) (مواليد 9 فبراير 1993) هو لاعب كرة قدم ياباني يلعب حاليا لصالح نادي ليفربول في الدوري الإنجليزي الممتاز. يلعب مع منتخب اليابان لكرة القدم منذ عام 2015.

## وصلات خارجية
- واتارو إندو على موقع الاتحاد الدولي (مؤرشف)  (الإنجليزية)
- واتارو إندو على موقع الاتحاد الأوربي (الإنجليزية)
- واتارو إندو على موقع رابطة كرة القدم اليابانية للمحترفين (اليابانية)
- واتارو إندو على موقع إي إس بي إن إف سي (الإنجليزية)
- واتارو إندو على موقع قاعدة بيانات كرة القدم.إي يو (الإنجليزية)
- واتارو إندو على موقع ليكيب (الفرنسية)
- واتارو إندو على موقع ناشيونال فوتبول تيمز (الإنجليزية)
- واتارو إندو على موقع Soccerbase.com (لاعب) (الإنجليزية)
- واتارو إندو على موقع Soccerway.com (الإنجليزية)
- واتارو إندو على موقع عالم كرة القدم.نت (الإنجليزية)
- National Football Teams